# Hispasat
Hispasat è un operatore satellitare spagnolo che fornisce copertura territoriale in America, Europa e Africa Settentrionale. Fondata nel 1989, il campo d'azione dell'azienda è esteso anche alla telefonia ed a internet. La flotta di satelliti di Hispasat distribuisce più di mille reti televisive e radiofoniche a più di trenta milioni di clienti, così come servizi di banda larga per apparati fissi e mobili.
Il primo satellite in orbita è stato l'Hispasat 1A nel settembre del 1992, lanciato in orbita a bordo di Ariane 4, partito dal centro spaziale di Kourou (Guyana francese), e posto in orbita geostazionaria a posizione 30° Ovest a 36.000 km di quota, dove sono posizionati anche tutti gli altri satelliti Hispasat (1A, 1B, 1C, 1D ed il futuro 1E), concentrandosi principalmente sui mercati spagnolo ed europeo.
La serie di satelliti Amazonas (61° Ovest) inaugurati nel 2004 con il lancio del primo Amazonas, si concentra invece sul mercato americano (soprattutto latino-americano). Amazonas 2, un satellite di comunicazioni più potente e con un campo di copertura maggiore, è stato lanciato il 1º ottobre 2009 ed ha permesso ad Hispasat di raddoppiare la propria copertura nel continente americano, e che si è ulteriormente esteso ad Amazonas 3 nel 2012.
È membro dell'Istituto europeo per le norme di telecomunicazione (ETSI).